# Ноэль, Нерленс
Нерленс Ноэль (англ. Nerlens Noel; родился 10 апреля 1994 года в Молдене, штат Массачусетс, США) — американский профессиональный баскетболист, в последний раз выступавший за клуб НБА «Бруклин Нетс». Ноэль - сын иммигрантов из Гаити, переехавших в Соединённые штаты. Играя на позиции центрового, он считался одним из лучших школьных игроков в 2012 году. Нерленс известен своей необычной причёской.

## Ранние годы
Ноэль родился в городе Молден, штат Массачусетс. Он учился в средней школе Эверетт в течение 1 года, до перехода в школу Тилтон из одноимённого города, штат Нью-Гэмпшир. У Нереленса есть два старших брата. Джим, защитник клуба Национальной футбольной лиги «Сиэтл Сихокс» и Родман лайнбекер университет штата Северная Каролина.

## Школа
В 2012 году он оценивался как игрок номер 1 среди школьников по версии ESPN и Scout.com, и как игрок номер 2 по версии SLAM.

## Колледж
В апреле 2012 года Ноэль поступил в университет Кентукки, чтобы играть в Первом дивизионе NCAA. Он дал устное обязательство и показал логотип университета Кентукки выбритый у него на затылке по национальному телевидению. Нерленс был хорошо известен выдающимися навыками в блокировании бросков, болельщики и СМИ возлагали большие надежды относительно заполнения роли Энтони Дэвиса, который привёл Кентукки в национальном чемпионате в сезоне 2011–2012, став игроком Года в NCAA.
16 ноября 2012 года в своей третьей игре Ноэль набрал 15 очков, 7 подборов, 4 передачи, 1 блок и 4 перехвата в матче против Лафайета. 12 января 2013 года, хотя Кентукки проиграли в матче против Техаса он набрал 15 очков, 11 подборов, 7 блок-шотов, 6 передач и 4 перехвата.
29 января 2013 года Ноэль установил рекорд университета набрав в одном матче 12 блок-шотов в победном матче 87–74 против Миссисипи. Предыдущий рекорд Кентукки составлял 9 блоков и был установлен Сэмом Боуи в 1981 году и повторённый Андре Риддиком в 1993 году. Хотя в той игре он набрал всего лишь 2 очка, в послематчевом интервью тренер проигравшей команды отметил, что игра Нереленса была решающей.
12 февраля 2013 года в игре против Флориды, Ноэль порвал связки левого колена, после блокировки лей-апа игрока противоположной команды и выбыл на оставшуюся часть сезона. До своей травмы он считался потенциальным первым номером драфта 2013 года. Несмотря на свою травму, 15 апреля 2013 года Нереленс объявил о том, что выставляет свою кандидатуру на предстоящий драфт. По итогам сезона Ноэль был выбран в сборную новичков, также туда вошли Энтони Беннетт из университета Невады, Шабазз Мухаммад из УКЛА, Маркус Смарт из университета Оклахомы и игрок Канзасса Бен Маклемор.

## НБА

### Филадельфия Севенти Сиксерс (2013—2017)

#### Сезон 2013/14
27 июня 2013 года Ноэль был выбран под 6-м номером на драфте НБА 2013 года командой «Нью-Орлеан Пеликанс». 12 июля 2013 года права на игрока были проданы «Филадельфия Севенти Сиксерс», также в «Нью-Орлеан» отправился драфт первого раунда 2014 года, в обратном направлении отправился защитник Джру Холидей и права на Пьера Джексона. 24 сентября 2013 года подписал первый профессиональный контракт с «Филадельфией». Хотя «Севенти Сиксерс» рассчитывали на игрока в сезоне 2013–14, Ноэль пропустил практически все матчи из-за операции на колене.

#### Сезон 2014/15
В июле 2014 года Ноэль выступал за «Филадельфию» в Летней лиге НБА в Орландо. В первом матче за «Севенти Сиксерс» стал лучшим бомбардиром игры, набрал 19 очков, однако его клуб проиграл «Орландо Мэджик» со счётом 77-83.
29 октября 2014 года дебютировал в НБА, в матче против команды «Индиана Пэйсерс», в котором его клуб проиграл со счётом 91-103. Ноэль вышел в стартовой пятёрке, отыграл почти 35 минут, однако набрал всего 6 очков, забросив 2 из 11 бросков с игры, кроме того совершил 10 подборов и 3 блок-шота. Через два дня клуб продлил контракт с игроком до окончания сезона 2015–16. В этот же день в матче регулярного чемпионата игрок сделал дабл-дабл: набрал 14 очков, совершил 10 подборов, 3 блок-шота, отдал две результативные передачи и совершил 1 перехват, однако его клуб вновь уступил, на этот раз со счётом 81-93 победила команда «Милуоки Бакс». 30 января 2015 года набрал 14 очков, 6 подборов, 4 перехвата, а также лучший показатель в карьере - 6 блок-шотов, а его команда одержала победу со счётом 103-94 над клубом «Миннесота Тимбервулвз».
13 февраля 2015 года принял участие в Матче новичков НБА, набрал 4 очка и совершил 4 подбора в составе Сборной США, которая проиграла Сборной Мира со счётом 112-121. 20 февраля Ноэль набрал 12 очков, совершил 9 подборов, 4 перехвата и лучшие в карьере 9 блок-шотов, однако команда проиграла со счётом 95-106 «Индиане». Через неделю в матче против «Вашингтона» Ноэль стал третьим новичком в «Филадельфии», которому удалось набрать 100 блок-шотов за сезон.

#### Сезон 2015/16
30 октября 2015 года «Севенти Сиксерс» активировали командную опцию четвертого года контракта новичка Ноэля, продлив его до сезона 2016-17 гг.
30 декабря он набрал максимальные за сезон 20 очков и 9 подборов в победе над «Сакраменто Кингз».
11 февраля 2016 года он не смог принять участие в Матче новичков НБА из-за тендинита правого колена.

#### Сезон 2016/17
22 октября 2016 года Ноэль выбыл из строя на срок от трех до пяти недель из-за воспаления плюсневой кости над левым коленом, что потребовало хирургического вмешательства. Ноэль дебютировал в сезоне за «Севенти Сиксерс» 11 декабря против «Детройт Пистонс», пропустив 23 игры. Он набрал восемь очков за 10 минут игры, после чего покинул площадку во второй четверти из-за растяжения левого голеностопа.

### Даллас Маверикс (2017—2018)
23 февраля 2017 года Ноэль был обменян в «Даллас Маверикс» на Джастина Андерсона, Эндрю Богута и защищенный выбор первого раунда драфта 2017 года. Через два дня он дебютировал за «Маверикс», набрав 9 очков и 10 подборов, выйдя со скамейки запасных в матче против «Нью-Орлеан Пеликанс». 3 марта 2017 года, в своем первом матче в стартовом составе «Маверикс», Ноэль установил карьерный рекорд, набрав 17 подборов и 15 очков в победе над «Мемфис Гриззлис».
28 августа 2017 года Ноэль продлил контракт с «Маверикс» на один год. 18 октября 2017 года в матче-открытии сезона Ноэль набрал 16 очков, что стало его самым большим показателем с момента перехода в «Даллас», и 11 подборов в поражении от «Атланты Хокс».
8 декабря 2017 года он перенес операцию по восстановлению порванной связки большого пальца левой руки. Он пропустил 42 игры, вернувшись в строй 28 февраля 2018 года в матче против «Оклахома-Сити Тандер», набрав четыре очка, три подбора и четыре фола за 16 минут.
3 апреля 2018 года он был дисквалифицирован на 5 матчей без сохранения заработной платы за нарушение антинаркотической программы НБА. Дисквалификация в 5 матчей означает, что Ноэль три раза попадался на курении марихуаны.

### Оклахома-Сити Тандер (2018—2020)
6 июля 2018 года Ноэль подписал двухлетний контракт с «Оклахома-Сити Тандер». 28 октября 2018 года он набрал 20 очков и 15 подборов в победе над «Финикс Санз». 8 января в матче против «Миннесоты Тимбервулвз» Ноэля унесли с площадки на носилках в третьей четверти после того, как он получил удар локтем в лицо и сильно ударился об пол. Из-за сотрясения мозга он пропустил следующие три игры.

### Нью-Йорк Никс (2020—2022)
25 ноября 2020 года Ноэль подписал однолетний контракт с «Нью-Йорк Никс». 11 августа 2021 года «Никс» продлили контракт с Ноэлем на три года и 32 миллиона долларов.

### Детройт Пистонс (2022—2023)
11 июля 2022 года Ноэль был обменян вместе с Алеком Берксом в «Детройт Пистонс» на драфт-права на Николу Радичевича и защищенный выбор второго раунда драфта 2025 года.
28 февраля 2023 года «Детройт» и Ноэль договорились о выкупе контракта.

### Бруклин Нетс (2023)
6 марта 2023 года Ноэль подписал 10-дневный контракт с «Бруклин Нетс». 16 марта 2023 года клуб не стал предлагать игроку новый контракт.
21 июля 2023 года Ноэль подписал негарантированный контракт с «Сакраменто Кингз», но 12 сентября был отчислен.

## Личная жизнь
Ноэль родился в спортивной семье. Его родители эмигрировали в США из Гаити в 1990 году. У Ноэля в семье также два старших брата и младшая сестра. Оба брата выступали на уровне колледжей за клубы NCAA.
Оба брата затем изменили увлечения, в итоге Джим стал заниматься американским футболом в Бостонском колледже, а Родмэн также играл в американский футбол, но уже за Северную Каролину.

## Статистика

### Статистика в НБА
| Сезон                                                                                    | Команда       | Регулярный сезон | Регулярный сезон | Регулярный сезон | Регулярный сезон | Регулярный сезон | Регулярный сезон | Регулярный сезон | Регулярный сезон | Регулярный сезон | Регулярный сезон | Регулярный сезон | Серия плей-офф | Серия плей-офф | Серия плей-офф | Серия плей-офф | Серия плей-офф | Серия плей-офф | Серия плей-офф | Серия плей-офф | Серия плей-офф | Серия плей-офф | Серия плей-офф |
| Сезон                                                                                    | Команда       | GP               | GS               | MPG              | FG%              | 3P%              | FT%              | RPG              | APG              | SPG              | BPG              | PPG              | GP             | GS             | MPG            | FG%            | 3P%            | FT%            | RPG            | APG            | SPG            | BPG            | PPG            |
| ---------------------------------------------------------------------------------------- | ------------- | ---------------- | ---------------- | ---------------- | ---------------- | ---------------- | ---------------- | ---------------- | ---------------- | ---------------- | ---------------- | ---------------- | -------------- | -------------- | -------------- | -------------- | -------------- | -------------- | -------------- | -------------- | -------------- | -------------- | -------------- |
| 2014/15                                                                                  | Филадельфия   | 75               | 71               | 30,8             | 46,2             | -                | 60,9             | 8,1              | 1,7              | 1,8              | 1,9              | 9,9              | Не участвовал  | Не участвовал  | Не участвовал  | Не участвовал  | Не участвовал  | Не участвовал  | Не участвовал  | Не участвовал  | Не участвовал  | Не участвовал  | Не участвовал  |
| 2015/16                                                                                  | Филадельфия   | 67               | 62               | 29,3             | 52,1             | 50,0             | 59,0             | 8,1              | 1,8              | 1,8              | 1,5              | 11,1             | Не участвовал  | Не участвовал  | Не участвовал  | Не участвовал  | Не участвовал  | Не участвовал  | Не участвовал  | Не участвовал  | Не участвовал  | Не участвовал  | Не участвовал  |
| 2016/17                                                                                  | Филадельфия   | 29               | 7                | 19,5             | 61,1             | 0,0              | 68,3             | 5,0              | 1,0              | 1,5              | 0,9              | 8,9              | Не участвовал  | Не участвовал  | Не участвовал  | Не участвовал  | Не участвовал  | Не участвовал  | Не участвовал  | Не участвовал  | Не участвовал  | Не участвовал  | Не участвовал  |
| 2016/17                                                                                  | Даллас        | 22               | 12               | 21,9             | 57,5             | -                | 70,8             | 6,8              | 0,9              | 1,0              | 1,1              | 8,5              | Не участвовал  | Не участвовал  | Не участвовал  | Не участвовал  | Не участвовал  | Не участвовал  | Не участвовал  | Не участвовал  | Не участвовал  | Не участвовал  | Не участвовал  |
| 2017/18                                                                                  | Даллас        | 30               | 6                | 15,7             | 52,4             | 0,0              | 75,0             | 5,6              | 0,7              | 1,0              | 0,7              | 4,4              | Не участвовал  | Не участвовал  | Не участвовал  | Не участвовал  | Не участвовал  | Не участвовал  | Не участвовал  | Не участвовал  | Не участвовал  | Не участвовал  | Не участвовал  |
| 2018/19                                                                                  | Оклахома-Сити | 77               | 2                | 13,7             | 58,7             | -                | 68,4             | 4,2              | 0,6              | 0,9              | 1,2              | 4,9              | 5              | 0              | 12,1           | 60,0           | -              | 0,0            | 3,8            | 0,0            | 0,4            | 0,6            | 4,8            |
| 2019/20                                                                                  | Оклахома-Сити | 61               | 7                | 18,5             | 68,4             | 33,3             | 75,5             | 4,9              | 0,9              | 1,0              | 1,5              | 7,4              | 7              | 0              | 13,9           | 47,1           | 0,0            | 50,0           | 4,1            | 0,4            | 0,3            | 0,7            | 3,0            |
| 2020/21                                                                                  | Нью-Йорк      | 64               | 41               | 24,2             | 61,4             | 0,0              | 71,4             | 6,4              | 0,7              | 1,1              | 2,2              | 5,1              | 5              | 2              | 18,4           | 50,0           | -              | 81,3           | 4,0            | 0,2            | 0,8            | 0,6            | 4,6            |
| 2021/22                                                                                  | Нью-Йорк      | 25               | 11               | 22,5             | 53,3             | 0,0              | 70,0             | 5,6              | 0,9              | 1,2              | 1,2              | 3,4              | Не участвовал  | Не участвовал  | Не участвовал  | Не участвовал  | Не участвовал  | Не участвовал  | Не участвовал  | Не участвовал  | Не участвовал  | Не участвовал  | Не участвовал  |
| 2022/23                                                                                  | Детройт       | 14               | 3                | 10,8             | 40,0             | 50,0             | 70,0             | 2,6              | 0,5              | 0,9              | 0,6              | 2,3              | Не участвовал  | Не участвовал  | Не участвовал  | Не участвовал  | Не участвовал  | Не участвовал  | Не участвовал  | Не участвовал  | Не участвовал  | Не участвовал  | Не участвовал  |
| 2022/23                                                                                  | Бруклин       | 3                | 1                | 14,4             | 16,7             | -                | 50,0             | 3,0              | 1,0              | 1,0              | 0,3              | 1,0              | Не участвовал  | Не участвовал  | Не участвовал  | Не участвовал  | Не участвовал  | Не участвовал  | Не участвовал  | Не участвовал  | Не участвовал  | Не участвовал  | Не участвовал  |
|                                                                                          | Всего         | 467              | 223              | 22,0             | 54,6             | 20,0             | 65,5             | 6,1              | 1,1              | 1,3              | 1,5              | 7,1              | 17             | 2              | 14,7           | 53,2           | 0,0            | 64,3           | 4,0            | 0,2            | 0,5            | 0,6            | 4,0            |
| Наведите курсор мыши на аббревиатуры в заголовке таблицы, чтобы прочесть их расшифровку. |               |                  |                  |                  |                  |                  |                  |                  |                  |                  |                  |                  |                |                |                |                |                |                |                |                |                |                |                |

### Статистика в колледже
| Сезон                                                                                   | Команда  | GP | GS | MPG  | FG%  | 3P% | FT%  | RPG | APG | SPG | BPG | PPG  |  |
| --------------------------------------------------------------------------------------- | -------- | -- | -- | ---- | ---- | --- | ---- | --- | --- | --- | --- | ---- |  |
| 2012/13                                                                                 | Кентукки | 24 | 24 | 31,9 | 59,0 | 0,0 | 52,9 | 9,5 | 1,6 | 2,1 | 4,4 | 10,5 |  |
|                                                                                         | Всего    | 24 | 24 | 31,9 | 59,0 | 0,0 | 52,9 | 9,5 | 1,6 | 2,1 | 4,4 | 10,5 |  |
| Наведите курсор мыши на аббревиатуры в заголовке таблицы, чтобы прочесть их расшифровку |          |    |    |      |      |     |      |     |     |     |     |      |  |